# Amphipyra tetra
Amphipyra tetra är en fjärilsart som beskrevs av Fabricius 1787. Amphipyra tetra ingår i släktet Amphipyra och familjen nattflyn. Inga underarter finns listade i Catalogue of Life.